# Der Schrei der schwarzen Wölfe
Der Schrei der schwarzen Wölfe ist ein Abenteuerfilm nach Jack London, den Regisseur Harald Reinl im Jahr 1972 produzierte. Er basiert auf der Kurzgeschichtensammlung Son of the Wolf des amerikanischen Schriftstellers und kam am 5. Oktober 1972 in deutsche Kinosäle.

## Inhalt
1903, im Happy Camp, Alaska, suchen Abenteurer und Gestrandete nach Gold und Glück. Das Indianermädchen Akaena möchte in den Süden; sie verspricht dafür Reichtümer, die sie sich allerdings nur erdacht hat. Der hinterhältige Mike Williams nimmt ihre Aussagen jedoch für bare Münze und bedroht sie, damit sie das Versteck verrät. Er wird aus dem Hinterhalt erschossen; seine Leiche wird auf dem Schlitten Bill Robins gefunden, eines Trappers und Pelztierjägers, der in den Bergen lebt. Dem Gerechtigkeitsfanatiker wird nun vorgeworfen, den Mord begangen zu haben, weshalb Frona, die Schwester des Toten, den Kopfgeldjäger Harper verpflichtet, ihn zur Strecke zu bringen. Robin muss sich nun in der Einsamkeit der nordamerikanischen Wälder nicht nur mit den Gefahren der Natur, sondern auch mit seinem Verfolger auseinandersetzen. Nachdem er Harper nach einem Lawinenunglück das Leben gerettet hat, gelingt es ihm, die Freundschaft des Mannes zu gewinnen. Gemeinsam überführen sie den wahren Täter.

## Produktionsnotizen
Karl Spiehs brachte den bisherigen Tarzan-Darsteller Ron Ely erstmals in den deutschen Film. Ursprünglich war Rolf Olsen als Regisseur vorgesehen, der sich aber mit Spiehs nicht über die Besetzung einer weiblichen Filmfigur einigen konnte. Olsen wünschte Anita Ekberg für die Hauptrolle, was von Spiehs aus Kostengründen abgelehnt wurde. Von Olsens vorhergehendem Film Blutiger Freitag wurden aber die Schauspieler Raimund Harmstorf und Gila von Weitershausen übernommen. 
Die Dreharbeiten fanden bei St. Jakob in Defereggen sowie in der Umgebung des steirischen Kurorts Bad Mitterndorf statt. Trotz bekannter Namen und der intensiven Naturaufnahmen war der Film an den Kassen kein großer Erfolg.

## Kritik
„Spannende Abenteuerunterhaltung im Milieu eines abgelegenen Camps am Fuß der Schnee- und Eiswüste Alaskas. Kampfspektakel und Melodramatik halten sich dabei die Waage.“

Die Redaktion der Cinema sah „Alaska-Action mit ‚Winnetou‘-Touch“, deren Optik an die Karl-May-Filme erinnert. Der BR einen „dramatischen Abenteuerfilm vor großartiger Bergkulisse“.